# 함수량

부피 및 질량별 토양 조성, 단계별: 공기, 물, 공극(물 또는 공기로 채워진 공극), 토양 및 전체.

함수량(water content) 또는 수분 함량은 토양(토양 수분이라고 함), 암석, 세라믹, 농작물 또는 목재와 같은 물질에 포함된 수분의 양이다. 함수량은 광범위한 과학 및 기술 분야에서 사용되며 0(완전 건조)부터 포화 시 재료의 다공성 값까지의 비율로 표현된다. 이는 부피 또는 질량(중량) 기준으로 제공될 수 있다.

## 같이 보기
- 습도
- 수분 (물)
- 비스커스 핑거
- 수분 활성